# Kościół św. Stefana we Wrocławiu
Kościół św. Stefana we Wrocławiu – rzymskokatolicka świątynia parafialna znajdująca się przy ulicy Kamienieckiej na osiedlu Tarnogaj.

## Historia
Wrocławski kościół św. Stefana powstał w miejscu, w którym w czasie II wojny światowej znajdował się drewniany barak. W tym baraku przed zakończeniem wojny Niemcy przetrzymywali jeńców wojennych, a po kapitulacji Festung Breslau sowieci przez pewien czas urządzili w nim stajnię. Jesienią 1945 ks. Johannes Gulitz proboszcz parafii Ducha Św. w związku z faktem całkowitego zniszczenia świątyni parafialnej zwrócił się z prośbą do władz pobliskiej gazowni, której dyrekcja zarządzała wówczas okolicznymi nieruchomościami, o zaadaptowanie drewnianego baraku do celów sakralnych. W przystosowanej w ten sposób kaplicy pierwsze nabożeństwo zostało odprawione dnia 30 października 1945 r.
Prowizoryczna kaplica pełniła jednak funkcję świątyni parafialnej przez blisko trzydzieści lat. Zezwolenie na odbudowę kościoła Ducha Św. jakie wydały władze miejskie na początku lat pięćdziesiątych, został wkrótce cofnięte. Dopiero na początku lat siedemdziesiątych ówczesnemu proboszczowi ks. Stefanowi Wójcikowi udało się uzyskać nowe zezwolenie, a budowa nowej świątyni parafii Ducha Św. ruszyła w roku 1971, a w roku 1979 odprawiano już nabożeństwa w jej głównej nawie. Tymczasowy kaplica w drewnianym baraku miała być rozebrana. Jednak dzięki staraniom proboszcza w celu uniknięcia rozbiórki w sierpniu 1980 parafianie nielegalnie obmurowali barak ceglanym murem i przykryli dachem o stalowej konstrukcji.
Uzyskane wkrótce zezwolenie na kontynuowanie samowolnych dotąd prac budowlanych i wykonanie oficjalnego projektu przez architekta Zenona Nasterskiego umożliwiło w roku 1980 dokończenie budowy świątyni. Stała się ona filialnym kościołem w parafii Ducha Świętego. Kolejny etap prac budowlanych miał miejsce w latach 1999-2000, gdy zapadła decyzja o erygowaniu nowej parafii. Do bryły kościoła dostawiona została dzwonnica oraz plebania. Od 25 września 2000 kościół jest świątynią parafialną erygowanej w tym dniu parafii św. Stefana.

## Architektura
Prosta bryła kościoła św. Stefana dostosowuje się do otaczającej go zabudowy mieszkalnej, którą tworzą małe szeregowe domki robotniczego osiedla pracowników gazowni. Kościół zbudowany jest na planie prostokąta, kryty wysokim dwuspadowym dachem z poszyciem ocynkowanej blachy, na którym od strony północnej umieszczono sygnaturkę zwieńczoną krzyżem. Od strony prezbiterium dobudowana jest dzwonnica na planie kwadratu, która w górnej części została oszalowana drewnem, oraz skrzydło z pomieszczeniami mieszkalnymi. Ściany kościoła i plebanii są otynkowane i pomalowane na biało. Wnętrze pozbawione jest dekoracji, pod sklepieniem krytym modrzewiowymi deskami widoczna jest stalowa więźba.

## Literatura
- Zygmunt Antkowiak: Kościoły Wrocławia. Wrocław: Muzeum Archidiecezjalne we Wrocławiu, 1991, s. 245-247.
- Rafał Eysymontt, Jerzy Ilkosz, Agnieszka Tomaszewicz, Jadwiga Urbanik (red.): Leksykon architektury Wrocławia. Wrocław: Via Nova, 2011, s. 513.